# ITunes Live from SoHo (Linkin Park)
iTunes Live from SoHo è il nono EP del gruppo musicale statunitense Linkin Park, pubblicato il 4 marzo 2008 dalla Warner Bros. Records.

## Descrizione
Pubblicato esclusivamente sull'iTunes Store, l'EP contiene l'intera esibizione che il gruppo ha tenuto presso l'Apple Store di New York il 21 febbraio 2008. Il concerto include inoltre una versione acustica di My December eseguita dai soli Mike Shinoda alla tastiera e Chester Bennington alla voce.

## Tracce
Testi e musiche di Linkin Park, eccetto dove indicato.
1. Wake (Live) – 1:39
2. Given Up (Live) – 3:28
3. Shadow of the Day (Live) – 4:16
4. My December (Live) – 3:51 (Mike Shinoda)
5. In Pieces (Live) – 3:59
6. Bleed It Out (Live) – 3:26

## Formazione
- Chester Bennington – voce (eccetto traccia 1), chitarra ritmica (traccia 3)
- Rob Bourdon – batteria (eccetto traccia 4)
- Brad Delson – chitarra solista (eccetto traccia 4)
- Joe Hahn – giradischi e campionatore (eccetto traccia 4)
- Phoenix – basso (eccetto traccia 4)
- Mike Shinoda – voce (eccetto traccia 1), chitarra ritmica (eccetto tracce 3 e 4), tastiera (eccetto tracce 2 e 6)